# Ivan Krstanović
Ivan Krstanović (ur. 5 stycznia 1983 w Tomislavgradzie) – bośniacki piłkarz występujący na pozycji napastnika w NK Široki Brijeg. Posiada również obywatelstwo chorwackie.

## Statystyki kariery
(aktualne na dzień 1 lipca 2017)
| Sezon   | Klub             | Kraj                 | Rozgrywki     | Mecze | Bramki |
| ------- | ---------------- | -------------------- | ------------- | ----- | ------ |
| 2008/09 | NK Zagreb        | Chorwacja            | Prva HNL      | 30    | 8      |
| 2009/10 | NK Zagreb        | Chorwacja            | Prva HNL      | 24    | 4      |
| 2010/11 | NK Zagreb        | Chorwacja            | Prva HNL      | 28    | 19     |
| 2011/12 | Dinamo Zagrzeb   | Chorwacja            | Prva HNL      | 22    | 10     |
| 2012/13 | Dinamo Zagrzeb   | Chorwacja            | Prva HNL      | 22    | 7      |
| 2013/14 | HNK Rijeka       | Chorwacja            | Prva HNL      | 24    | 14     |
| 2014/15 | HNK Rijeka       | Chorwacja            | Prva HNL      | 11    | 2      |
| 2014/15 | NK Zadar         | Chorwacja            | Prva HNL      | 12    | 6      |
| 2015/16 | NK Široki Brijeg | Bośnia i Hercegowina | Premijer liga | 19    | 11     |
| 2016/17 | NK Široki Brijeg | Bośnia i Hercegowina | Premijer liga | 25    | 2      |